# Tylonotus masoni
Tylonotus masoni là một loài bọ cánh cứng trong họ Cerambycidae.